# Helina nivaloides
Helina nivaloides är en tvåvingeart som beskrevs av Albuquerque 1956. Helina nivaloides ingår i släktet Helina och familjen husflugor. Inga underarter finns listade i Catalogue of Life.